# Magister Jordanus
Magister Jordanus († vermutlich 5. November 1309) war ein deutscher Kleriker und Gründer der Bibliothek der Andreaskirche in Braunschweig.
Seine Herkunft ist unbekannt, durch Urkunden gesichert ist jedoch, dass er 1293 „Canonicus“ des St.-Blasius-Stiftes war und ab 1294 Pfarrherr von St. Andreas in der Braunschweiger Neustadt. Darüber hinaus war er ebenfalls Pfarrer und Dekan von Dorum in der Diözese Verden, wie aus einer Urkunde Papst Benedikt XI. vom 8. Februar 1304 hervorgeht.

## Bibliotheksgründer
Durch seine Schenkung von 16 Handschriften überwiegend theologischen Inhalts, begründete Jordanus die Bibliothek der Andreaskirche, aus der einer seiner Nachfolger, Johann Ember, 1422 die Liberei entstehen ließ, die sich fortan durch weitere Schenkungen, so durch die 336 Bücher Gerwin von Hamelns, zu einer der wichtigsten Bibliotheken ihrer Zeit entwickelte.
Zum Schutz der für damalige Verhältnisse sehr wertvollen Bibliothek verfügte Jordanus, dass seine Amtsnachfolger, denen auch die Aufsicht über die Handschriften oblag, vor der Amtsübernahme gegenüber dem Blasiusstift, das das Patronat über die Andreaskirche innehatte, eine Übernahmeurkunde, in der alle Werke namentlich verzeichnet waren, zu unterzeichnen sowie eine ausreichend hohe Kautionsleistung zu erbringen hätten. Mit der Urkunde verpflichtete sich der neue Pfarrherr, die Büchersammlung unversehrt zu erhalten, keines der Werke zu verkaufen oder verloren gehen zu lassen.
Nachfolger Jordanus’ wurde 1301 Magister Bruno Luckemann, der dieses Amt nachweislich bis 1336 innehatte.